# تپه شماره ۲ قوری‌دره
تپه شماره ۲ قوری دره مربوط به دوران‌های تاریخی پس از اسلام است و در شهرستان شاهرود، بخش میامی، روستای سوداغلن واقع شده و این اثر در تاریخ ۱۰ دی ۱۳۸۱ با شمارهٔ ثبت ۶۵۹۲ به‌عنوان یکی از آثار ملی ایران به ثبت رسیده است.